# William Palliser
Sir William Palliser (1830 – 1882)  foi um parlamentar,  inventor e um especialista em artilharia britânico
Como especialista em artilharia, patentou 14 invenções.   
Palliser foi membro do Parlamento do Reino Unido (MP) por Taunton, Somerset, de 1880 até 1882. 
Realizou a obra  da estação Barons Court do metro de Londres em Hammersmith e Fulham.
Morreu em 1882 e esta enterrado no cemitério de West Brompton, em Londres.
Seu irmão, John Palliser (1817–1887) foi um eminente geógrafo e explorador.